# カミロ・バルガス
カミロ・アンドレス・バルガス・ヒル（Camilo Andrés Vargas Gil、1989年3月9日 - ）は、コロンビア・ボゴタ出身のプロサッカー選手。コロンビア代表。CFアトラス所属。ポジションは、ゴールキーパー。

## 経歴
2014 FIFAワールドカップ・南米予選ではホセ・ペケルマン監督がコンスタントに招集していた。2014 FIFAワールドカップ本戦のメンバーにも選ばれたが出場機会はなく、大会終了後の10月にアメリカで行われたエルサルバドルとの親善試合で初キャップを記録した。

## 代表歴

### 出場大会
- コロンビア代表
  - 2014 FIFAワールドカップ
  - 2018 FIFAワールドカップ

### 試合数
- 国際Aマッチ 19試合 0得点（2014年-）[1]

| コロンビア代表 | 国際Aマッチ | 国際Aマッチ |
| 年             | 出場        | 得点        |
| -------------- | ----------- | ----------- |
| 2014           | 4           | 0           |
| 2015           | 0           | 0           |
| 2016           | 0           | 0           |
| 2017           | 1           | 0           |
| 2018           | 0           | 0           |
| 2019           | 1           | 0           |
| 2020           | 3           | 0           |
| 2021           | 1           | 0           |
| 2022           | 1           | 0           |
| 2023           | 8           | 0           |
| 2024           |             |             |
| 通算           | 19          | 0           |

## タイトル
インデペンディエンテ・サンタフェ
- カテゴリア・プリメーラA (2): 2012-I, 2014-II
- コパ・コロンビア (1): 2009
- スーペルリーガ・コロンビア (1): 2013

アトレティコ・ナシオナル
- カテゴリア・プリメーラA (1): 2015-II